# Grijskeelmiersluiper
De grijskeelmiersluiper (Herpsilochmus parkeri) is een zangvogel uit de familie Thamnophilidae.
Het is een bedreigde, endemische vogelsoort uit het noordelijke deel van Midden-Peru. De vogel werd in 1983 verzameld, in 1986 beschreven en als eerbetoon vernoemd naar de Amerikaanse vogelkundige Theodore Albert Parker III.

## Kenmerken
De vogel is 12 cm lang. Het mannetje heeft een zwarte kruin, lichte wenkbrauwstreep en zwarte oogstreep. De borst en buik zijn lichtgrijs, de bovenkant is donkergrijs, met een dubbele witte vleugelstreep. De staart is zwart met lichte buitenste staartpennen. Het vrouwtje heeft ook een zwarte kruin, maar is donker gestippeld rond het oog en heeft een licht okerkleurige buik en borst, naar de flanken toe weer lichtgrijs.

## Verspreiding en leefgebied
Deze soort is endemisch in de provincie San Martín van Peru. Het leefgebied is een geïsoleerd liggende bergrug waar de vogel voorkomt in vochtig montaan bos tussen de 1250 en 1450 m boven zeeniveau. In 1998 was deze vogel daar nog algemeen voorkomend.

## Status
De grijskeelmiersluiper heeft een beperkt verspreidingsgebied en daardoor is de kans op uitsterven aanwezig. De grootte van de populatie werd in 2016 door BirdLife International geschat op 250 tot 1000 volwassen individuen en de populatie-aantallen nemen af door habitatverlies. Het leefgebied wordt aangetast door ontbossing waarbij natuurlijk bos wordt omgezet in gebied voor de teelt van koffie en coca. Om deze redenen staat deze soort als bedreigd op de Rode Lijst van de IUCN.